# 9722 Levi-Montalcini
A 9722 Levi-Montalcini (ideiglenes jelöléssel 1981 EZ) a Naprendszer kisbolygóövében található aszteroida. Henri Debehogne és Giovanni de Sanctis fedezte fel 1981. március 4-én.